# Claire Emslie
Claire Emslie (* 8. März 1994 in Edinburgh) ist eine schottische Fußballspielerin. Die Stürmerin spielt derzeit in der National Women’s Soccer League für den Angel City FC. Für die schottische Fußballnationalmannschaft spielte sie erstmals 2013 international.

## Karriere

### Verein
Emslie begann ihre Karriere in der Scottish Women’s Premier League bei den Hibernian Ladies in Edinburgh. In ihrer ersten Saison stand sie in 16 Spielen 14-mal in der Startelf und erzielte drei Tore. Die Hibs schlossen die Saison als Dritte ab und gewannen den Liga-Pokal. 2012 erzielte sie in zehn Spielen acht Tore und beendete die Saison als Vierte. 2013 kam sie in neun der elf Spiele der ersten Meisterschaftsrunde zum Einsatz und erzielte sieben Tore. Nebenbei studierte sie zwischen 2012 und 2016 an der Florida Atlantic University und spielte für die Owls.
Im Juni 2016 wechselte sie dann nach England zum Zweitligisten Bristol City. Mit zehn Toren in zwölf Spielen trug sie dazu bei, dass Bristol als Tabellenzweiter in die erste Liga aufstieg. In der „Spring Series“ genannten kurzen Übergangssaison 2017 der FA Women’s Super League bestritt sie alle acht Spiele und erzielte ein Tor. Bristol beendete die Saison als Vorletzter. Danach wechselte sie zum Saisonzweiten Manchester City WFC. In ihrer ersten Saison bei ManCity wurde sie nur in einem Ligaspiel nicht eingesetzt und erzielte vier Tore. Mit den Engländerinnen nahm sie auch erstmals an der UEFA Women’s Champions League 2017/18 teil, wo sie bis ins Halbfinale kamen und nur durch ein Tor gegen Olympique Lyon ausschieden. Beim 5:0-Sieg im Achtelfinale bei Lillestrøm SK Kvinner konnte sie ihr erstes CL-Tor erzielen. Als Vizemeister konnte ManCity auch an der UEFA Women’s Champions League 2018/19 teilnehmen, schied aber bereits im Sechzehntelfinale gegen den spanischen Meister Atlético Madrid aus, wobei sie nur 18 Minuten im Hinspiel in Madrid mitspielte, wo ein 1:1 erreicht wurde.
In der Saison 2018/19 erzielte sie in 14 Spielen vier Tore und wurde wieder Vizemeister. Mit ManCity erreichte sie zudem die Endspiele um den Pokal und den Ligapokal, die beide gewonnen wurden. Beim torlos verlaufenen Ligapokalfinale wurde sie in der 119. Minute eingewechselt und gehörte dann zu den erfolgreichen Schützinnen im Elfmeterschießen.
Im Juli 2018 nahm sie mit der Mannschaft am erstmals ausgespielten Women’s International Champions Cup teil, wo im Halbfinale Olympique Lyon der Gegner war. Mit 0:3 wurde dieses Spiel verloren. Das Spiel um Platz 3 konnte dann mit 2:1 gegen Paris Saint-Germain gewonnen werden.
Am 30. Mai 2019 erhielt sie einen Vertrag bei Orlando Pride für die National Women’s Soccer League 2019. Emslie wechselte aber erst nach der WM 2019 in die USA, konnte mit Orlando aber nur den letzten Platz in der Tabelle nach der Punktspielrunde belegen. Nach dem Ende der Saison in den USA ging es in den australischen Sommer zum Melbourne City FC. Mit dem Verein erreichte sie das Finale der Meisterschaft, das mit 1:0 gegen den Sydney FC gewonnen wurde.
Von 2020 bis 2022 spielte sie für den FC Everton in der FA Women’s Super League. Danach wechselte sie in die USA zum neuen NWSL-Mitglied Angel City FC.

### Nationalmannschaft
Emslie bestritt zunächst 2008 und 2009 mit der schottischen U-15-Mannschaft je ein Spiel. Mit der U-17-Mannschaft nahm sie im Oktober 2009 an der ersten Qualifikationsrunde zur U-17-Fußball-Europameisterschaft der Frauen 2010 bei einem Turnier in Litauen teil. Sie wurde in den drei Spielen eingesetzt und erzielte beim 13:0 gegen Litauen das erste und dritte Tor. Da die beiden anderen Spiele gegen Österreich und Tschechien verloren wurden, schieden die Schottinnen aus. Im April 2011 nahm sie an der zweiten Qualifikationsrunde zur U-17-Fußball-Europameisterschaft der Frauen 2011 teil. Beim Turnier in der Schweiz hatten sie nach einem 1:4 gegen Frankreich und einem 1:1 gegen Wales schon keine Chancen mehr die Endrunde zu erreichen. Im Spiel gegen die Gastgeberinnen, das mit 3:0 gewonnen wurde, kam sie nicht zum Einsatz.
Bereits im Mai 2010 hatte sie mit der U-19-Mannschaft an der Endrunde der U-19-Fußball-Europameisterschaft der Frauen 2010 teilgenommen, wo die Schottinnen mit einem Remis und zwei Niederlagen als Gruppenletzte ausschieden. Im September 2011 nahm sie an der ersten Qualifikationsrunde zur U-19-Fußball-Europameisterschaft der Frauen 2012 teil. Bei einem Turnier in Finnland konnten sie sich zusammen mit den Gastgeberinnen für die zweite Runde qualifizieren. Diese fand Ende März/Anfang April in Russland statt. Hier konnten sie zwar im ersten Spiel die Gastgeberinnen mit 1:0 besiegen, verloren dann aber gegen Italien (2:4) und Spanien (2:3), womit sie als Gruppendritte ausschieden. Im Oktober konnte sich die Mannschaft ohne sie bei einem Turnier in der Türkei als Zweiter für die zweite Runde qualifizieren. In der zweiten Runde im April 2013 war sie dann wieder dabei. Die Schottinnen hatten Heimrecht, konnten dieses im ersten Spiel gegen Dänemark aber nicht nutzen und verloren mit 0:1. Da die Däninnen die beiden anderen Spiele auch gewannen, nutzten den Schottinnen die Siege gegen Österreich und die Ukraine nichts, bei denen sie ein Tor schoss. Sie waren nur zweitbester Gruppenzweiter und nur der beste Gruppenzweite war neben den Gruppensiegern für die Endrunde qualifiziert. Damit endete ihre Zeit in den U-Mannschaften.
Am 1. Juni 2013 spielte sie erstmals für die schottische Fußballnationalmannschaft. Beim 3:2-Sieg gegen Island wurde sie in der 62. Minute eingewechselt.
Auf ihr zweites Spiel musste sie dann aber bis zum Januar 2017 warten. Beim 2:2 gegen Dänemark am 20. Januar 2017 wurde sie in der 78. Minute eingewechselt. Für den anschließenden Zypern-Cup und die EM 2017, für die sich die Schottinnen erstmals qualifiziert hatten, wurde sie nicht berücksichtigt. Im ersten Spiel unter der neuen Nationaltrainerin Shelley Kerr am 14. September 2017 gegen Ungarn stand sie dann erstmals in der Startelf und erzielte mit ihrem ersten A-Länderspieltor das zwischenzeitliche 2:0, Endstand 3:0.
In der Qualifikation zur WM 2019 wurde sie nur einmal nicht eingesetzt und konnte zwei Tore erzielen. Die Schottinnen qualifizierten sich erstmals für die WM, wo sie wie bei der EM im ersten Spiel auf England treffen werden.
Am 15. Mai 2019 wurde sie für die WM nominiert. Bei der 1:2-Niederlage gegen England im ersten Gruppenspiel erzielte sie das erste WM-Tor für die Schottinnen. Auch in den beiden anderen Gruppenspielen kam sie zum Einsatz, schied aber mit ihrer Mannschaft nach einem in der vierten Minute der Nachspielzeit kassierten Tor zum 3:3-Ausgleich nach 3:0-Führung gegen Argentinien aus.
In den ersten beiden Spielen der Qualifikation für die EM 2021 erzielte sie zwei Tore. Insgesamt kam sie in der letztlich misslungenen Qualifikation auf sechs Einsätze und drei Tore. In der ebenfalls nicht geglückten Qualifikation für die WM 2023 wurde sie achtmal eingesetzt und erzielte ein Tor. In der ebenfalls misslungenen  Qualifikation für die EM 2025, in der sie in den Play-offs an Finnland scheiterten, wurde sie in allen Spielen eingesetzt und war mit vier Toren zweitbeste Torschützin ihrer Mannschaft.

## Erfolge
- Schottischer Ligapokal: 2011 (mit Hibernian Edinburgh)
- Englischer Pokal: 2018/19 (mit Manchester City)
- Englischer Ligapokal: 2018/19 (mit Manchester City)
- Australische Meisterschaft 2019/20 (mit Melbourne City)